# Будка железной дороги 372, 373 км
Будка железной дороги 372, 373 км — деревня в Кардымовском районе Смоленской области России. Входит в состав Шокинского сельского поселения. Население — 1 житель (2007 год). 
Расположена в центральной части области в 11 км к северу от Кардымова, в 6 км южнее автодороги М1 «Беларусь». В 1 км севернее деревни расположена железнодорожная станция Присельская на линии Москва — Минск.

## История
В годы Великой Отечественной войны деревня была оккупирована гитлеровскими войсками в августе 1941 года, освобождена в сентябре 1943 года.